# Вануату на Светском првенству у атлетици на отвореном 2022.
Вануату је учествовао на 18. Светском првенству у атлетици на отвореном 2022. одржаном у Јуџину  од 15. до 25. јула осамнаести пут, односно учествовао је на свим првенствима до данас. Репрезентацију Вануатуа представљао је један атлетичар који се такмичио у трци на 400 метара, .
На овом првенству такмичар Вануату није освојио ниједну медаљу, нити је оборио неки рекорд.

## Учесници
Мушкарци:
- Обидија Тимбаци — 400 м

## Резултати

### Мушкарци
| Атлетичар       | Дисциплина | Лични рекорд | Квалификације | Квалификације | Полуфинале           | Полуфинале           | Финале               | Финале  | Детаљи |
| Атлетичар       | Дисциплина | Лични рекорд | Резултат      | Место         | Резултат             | Место                | Резултат             | Место   | Детаљи |
| --------------- | ---------- | ------------ | ------------- | ------------- | -------------------- | -------------------- | -------------------- | ------- | ------ |
| Обидија Тимбаци | 400 м      | 50,49        | 53,32         | 7. у гр. 3    | Није се квалификовао | Није се квалификовао | Није се квалификовао | 41 / 41 |        |